# 乔治·伯恩斯 (赛艇运动员)
乔治·伯恩斯（英語：George Burns，1919年10月25日—1995年11月20日），新西兰男子赛艇运动员。他曾代表新西兰参加1938年大英帝国运动会赛艇比赛，获得男子四人单桨有舵手银牌。